# Жовтобрюшка південна

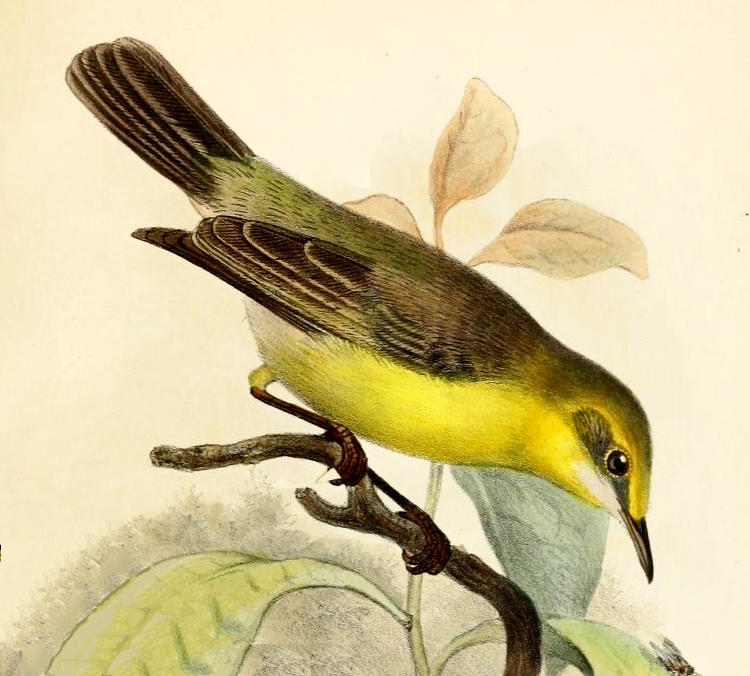
Південна жовтобрюшка

Жовто́брюшка південна (Eremomela scotops) — вид горобцеподібних птахів родини тамікових (Cisticolidae). Мешкає в Африці на південь від Сахари.

## Підвиди
Виділяють п'ять підвидів:
- E. s. kikuyuensis Van Someren, 1931 — центральна Кенія;
- E. s. citriniceps (Reichenow, 1882) — Уганда, західна Кенія, західна Танзанія;
- E. s. congensis Reichenow, 1905 — від південно-східного Габону до південного заходу ДР Конго і північної Анголи;
- E. s. pulchra (Barboza du Bocage, 1878) — від Анголи і північно-східної Намібії до південного сходу ДР Конго, Замбії, західного Малаві і північної Ботсвани;
- E. s. scotops Sundevall, 1850 — від східної Кенії до сходу ПАР.

## Поширення і екологія
Південні жовтобрюшки живуть в саванах, сухих і вологих рівнинних тропічних лісах та в садах.